# Fónis Zoglopítis
Fónis Zoglopítis (grec moderne : Φώνης Ζογλοπίτης ; Thessalonique, 1930 - 24 avril 2015,) est un peintre et artiste visuel grec.

## Biographie
Fónis Zoglopítis naît à Thessalonique, en 1930,. Son père est originaire de Rachoúla, dans la région de Kardítsa, anciennement connu sous le nom de Zoglópi, tandis que sa mère est originaire de Polýgyros. Alors qu'il est encore enfant, son père décède, ce qui a pour conséquence son déménagement en compagnie de sa mère à Polýgyros, où il grandit. Peintre autodidacte, il est nommé fonctionnaire après la fin de ses études. Il expose ses œuvres pour la première fois en 1972 et, deux ans plus tard, il rentre définitivement à Thessalonique, où il commence à s'intéresser activement à la peinture. En outre, en 1975, il abandonne son emploi pour se consacrer entièrement à son sujet. Il collabore pendant plusieurs années avec Ntínos Christianópoulos et présente ensuite ses œuvres dans différentes régions de Grèce. En 1999, le dème de Thessalonique organise une exposition rétrospective de ses œuvres au sein du centre culturel de Vafopoúlio.
Zoglopítis s'engage en politique au sein du Parti communiste de Grèce et est également membre de diverses associations sociales et culturelles, ainsi qu'organisateur d'expositions de jeunes artistes. Il meurt le 24 avril 2015, à l'âge de 85 ans. Sa fille, Amalía Zoglopítou, est également peintre.
En tant qu'artiste, il oscille entre les courants du post-impressionnisme et de l'expressionnisme, tout en se consacrant principalement à la peinture de paysages, ainsi qu'à diverses représentations de figures humaines, de nus, etc. Ses œuvres sont conservées au sein de la galerie municipale de Thessalonique, de la Société d'études macédoniennes, du Tellóglion, de collections privées, etc.